# Pierre Noël Adolphe Crespin
Pour les articles homonymes, voir Crespin.
Pierre Noël Adolphe Crespin est un homme politique français de la IIIe République né le 1er février 1807 à Orléans (Loiret) et décédé le 27 juin 1875 à Orléans.
Engagé à gauche, il occupe des postes de député, conseiller général et maire.

## Biographie
Pierre Noël Adolphe Crespin nait sous le Premier Empire le 1er février 1807 à Orléans.
Avoué, puis avocat à Orléans, il est maire de la ville en 1870 et 1871 durant la guerre franco-allemande de 1870.
Il est élu député et représente le département du Loiret de 1871 à 1875, siégeant à gauche chez les républicains conservateurs.
Il est conseiller général du canton d'Orléans-Ouest en 1871.
Il meurt à Orléans le 27 juin 1875 à l'âge de 68 ans.

## Sources
- « Pierre Noël Adolphe Crespin », dans Adolphe Robert et Gaston Cougny, Dictionnaire des parlementaires français, Edgar Bourloton, 1889-1891 [détail de l’édition]